# Friedrich Janz
Friedrich Janz (* 7. Oktober 1898 in Mülhausen, Reichsland Elsaß-Lothringen; † 25. Januar 1964 in Freiburg im Breisgau) war ein deutscher Diplomat.

## Leben
Janz studierte nach dem Besuch eines Gymnasiums Rechtswissenschaften und begann nach dem Ersten und Zweiten Juristischen Staatsexamen sowie der Promotion zum Dr. iur. eine Tätigkeit als Mitarbeiter an den Gemischten Schiedsgerichten in Paris und Rom.
Am 1. Juli 1927 trat er in den Diplomatischen Dienst ein und war in der Folgezeit im Auswärtigen Amt sowie an den Auslandsvertretungen in Paris, Warschau, Posen, Belgrad und Rom tätig. Zuletzt war er bis 1945 als Legationsrat Mitarbeiter der Rechtsabteilung des Auswärtigen Amtes in Berlin. Am 2. Februar 1941 beantragte er die Aufnahme in die NSDAP und wurde zum 1. April desselben Jahres aufgenommen (Mitgliedsnummer 8.978.602). Über seine Entnazifizierung ist nichts bekannt.
Nach dem Ende des Zweiten Weltkrieges wurde er 1947 Mitarbeiter des Finanzministeriums von Südbaden in Freiburg im Breisgau, wo er sich als Fachmann für Fragen des Staatsrechts bei den Verhandlungen zwischen den einzelnen Ländern zur Bildung eines Südweststaats einen Namen machte und dabei ein Verfechter der sogenannten „Altbadischen Lösung“ war. Zeitgleich war er zwischen 1947 und 1950 auch Treuhänder der Oberrheinischen Bank, die als eines der zehn regionalen Nachfolgeinstitute der zerschlagenen Deutschen Bank von 1948 bis 1952 firmierte.
Im Dezember 1950 wurde er zum Ministerialdirektor befördert und war als solcher bis 1952 Leiter der Badischen Staatskanzlei und somit ein enger Mitarbeiter des Staatspräsidenten Leo Wohleb.
1952 trat er dann wieder in den Diplomatischen Dienst ein und wurde zunächst Stellvertretender Leiter der Rechtsabteilung des Auswärtigen Amtes. 1953 wechselte er als Ministerialdirektor und Nachfolger von Hans Globke in das Bundeskanzleramt, in dem er als Leiter der Personalabteilung bis 1959 tätig war.
1959 kehrte er in das Auswärtige Amt zurück und wurde dort als Nachfolger von Hans Berger Ministerialdirektor und Leiter der Rechtsabteilung.
Zuletzt war er als Nachfolger von Carl-Hermann Mueller-Graaf Botschafter in Österreich. Diese Position hatte er bis zu seiner Versetzung in den Ruhestand 1963 inne. Im Anschluss folgte ihm der bisherige Botschafter in den Niederlanden, Josef Löns.

## Ehrungen
- 1952: Großes Verdienstkreuz der Bundesrepublik Deutschland
- 1956: Kommandeur mit Stern des Falkenordens
- 1956: Ehrendoktor der Universität Messina
- 1957: Großkreuz des Ordens vom Heiligen Papst Silvester[6]
- 1957: Ehrensenator der Albert-Ludwigs-Universität Freiburg